# شريفية (قهاب رستاق)
شریفیة (بالفارسية: شریفیه) هي مستوطنة تقع في إيران في قسم قهاب رستاق الريفي. يقدر عدد سكانها بـ 114 نسمة بحسب إحصاء 2016.